# Betul
Betul là một thành phố và khu đô thị của quận Betul thuộc bang Madhya Pradesh, Ấn Độ.

## Địa lý
Betul có vị trí 21°55′B 77°54′Đ / 21,92°B 77,9°Đ Nó có độ cao trung bình là 658 mét (2158 foot).

## Nhân khẩu
Theo điều tra dân số năm 2001 của Ấn Độ, Betul có dân số 83.287 người. Phái nam chiếm 52% tổng số dân và phái nữ chiếm 48%. Betul có tỷ lệ 76% biết đọc biết viết, cao hơn tỷ lệ trung bình toàn quốc là 59,5%: tỷ lệ cho phái nam là 81%, và tỷ lệ cho phái nữ là 71%. Tại Betul, 13% dân số nhỏ hơn 6 tuổi.